# Emily de Jongh-Elhage

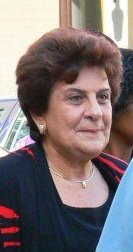
Emily de Jongh-Elhage

Emily de Jongh-Elhage, geb. Saïdy Elhage (* 7. Dezember 1946) ist eine Politikerin der niederländischen Antilleninsel Curaçao. Sie ist Vorsitzende der (Partido Antiá Restrukturá, niederl.:Partij voor een Herstructureerde Antillen). Frau de Jongh-Elhage ist libanesischer Herkunft.
Sie war vom 26. März 2006 bis zum 10. Oktober 2010 die letzte Premierministerin der Niederländischen Antillen.
| Personendaten    | Personendaten                                             |
| ---------------- | --------------------------------------------------------- |
| NAME             | Jongh-Elhage, Emily de                                    |
| KURZBESCHREIBUNG | niederländische Politikerin der Niederländischen Antillen |
| GEBURTSDATUM     | 7. Dezember 1946                                          |